# Чеккерини, Джузеппе
Джузеппе Чеккерини (итал. Giuseppe Ceccherini; 1824—1909) — итальянский композитор. Сын певца Фердинандо Чеккерини (1792—1858); дядя и тёзка Джузеппе был известным итальянским либреттистом 1820-30-х гг. Племянник Чеккерини, Джузеппе Буонамичи, начинал учиться музыке у своего дяди.
На протяжении многих лет возглавлял хоровую капеллу флорентийского собора Санта-Мария-дель-Фьоре, автор хоровой и органной церковной музыки.
После многих лет забвения музыка Чеккерини была обнаружена и исследована музыковедом Габриэле Джакомелли и вошла в репертуар флорентинского ансамбля старинной музыки «O flos colende».